# Phytoseius deleoni
Phytoseius deleoni är en spindeldjursart som beskrevs av Denmark 1966. Phytoseius deleoni ingår i släktet Phytoseius och familjen Phytoseiidae. Inga underarter finns listade i Catalogue of Life.